# Abram Iljitsch Fet

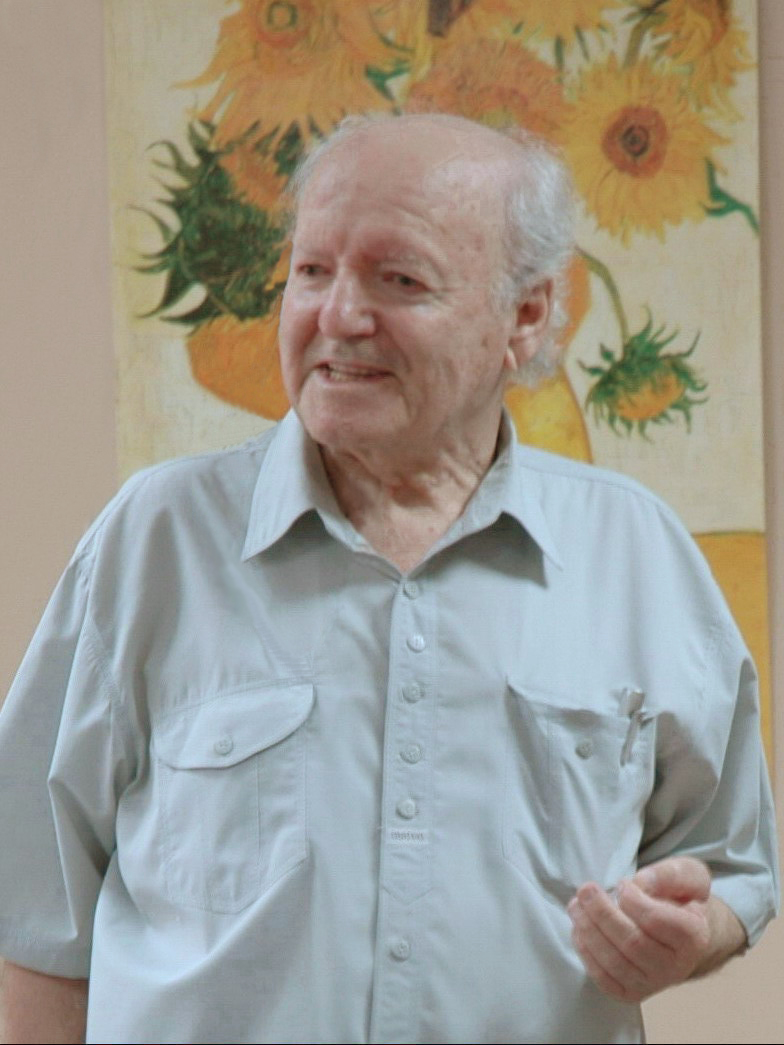
Abram Iljitsch Fet, 2006

Abram Iljitsch Fet (russisch Абрам Ильич Фет; * 5. Dezember 1924 in Odessa; † 30. Juli 2007 in Nowosibirsk) war ein sowjetischer Philosoph, Dissident und Mathematiker, der sich mit Differentialgeometrie befasste.
Fet war der Sohn eines Arztes. Die Familie zog während der großen Hungersnot in der Ukraine mehrfach um und ließ sich 1936 in Odessa nieder, wo Fet mit 15 Jahren die höhere Schule abschloss. Er studierte in Odessa Nachrichtentechnik, als 1941 der Deutsch-Sowjetische Krieg begann. Die Familie wurde in die Region Tomsk evakuiert, wo Fet im selben Jahr ein Mathematikstudium aufnahm. Auf Anraten des nach Sibirien evakuieren Professors Pjotr Konstantinowitsch Raschewski setzte er sein Studium 1946 in Moskau fort und besuchte dort Seminare von Israel Gelfand, Lew Pontrjagin und Pjotr Sergejewitsch Nowikow. Er wandte sich der Topologie zu und wurde 1948 bei Lasar Aronowitsch Ljusternik an der Lomonossow-Universität promoviert (Ein Homologie-Ring des Raumes geschlossener Kurven auf der Sphäre). Danach war er Dozent und später Assistenzprofessor an der Universität Tomsk, wo Wiktor Andrejewitsch Toponogow sein Doktorand war. Ab 1955 unterrichtete er an Schulen in Nowosibirsk und ab 1960 war er am neu gegründeten Institut für Mathematik der sibirischen Abteilung der Sowjetischen Akademie der Wissenschaften in Nowosibirsk und war Professor an der Staatlichen Universität Nowosibirsk.
Nachdem er 1968 einen offenen Brief zugunsten inhaftierter Dissidenten unterzeichnete (und wegen seiner kritischen Haltung zum Beispiel zu den Privilegien von Wissenschaftlern in der Wissenschaftler-Stadt Akademgorodok) wurde er von allen seinen Posten entlassen und schlug sich mit technischen Übersetzungen durch. Schon in den 1960er Jahren übersetzte er zum Beispiel die Werke von Konrad Lorenz für die Untergrundpresse (Samisdat), die später offiziell in Russland erschienen, und psychologische Werke (von Erich Fromm, Eric Berne, Karen Horney und anderen). Er wandte sich der Anwendung der Gruppentheorie in der Elementarteilchenphysik und auf das Periodensystem zu und veröffentlichte dazu mit dem Physiker Juri Borissowitsch Rumer. Das führte zu seiner Anstellung am Institut für Anorganische Chemie in Nowosibirsk unter A. W. Nikolajew. Eine Monographie über Gruppentheorie und Periodensystem (Eine Symmetriegruppe Chemischer Elemente) wurde 1984 vor dem Druck gestoppt und 1986 verlor er wieder aus politischen Gründen seinen Posten. Er begann wieder mit seiner Übersetzertätigkeit und veröffentlichte Samisdat-Schriften zum Beispiel zur Wende in Polen durch die Solidarność-Bewegung.
Seine Artikel für die Samisdat-Presse erschienen unter Pseudonyme wie A. N. Klenow, A. B. Nasywajew, D. A. Rassudin, A. I. Fedorow. Später veröffentlichte er anthropologische und kulturphilosophische Bücher, in denen er unter anderem einen menschlichen Instinkt sozialer Zusammenarbeit (intraspezifischer Solidarität, wie er es nannte) nachzuweisen suchte.
Als Mathematiker befasste er sich mit Differentialgeometrie im Großen, Topologie und Variationsrechnung. Mit Ljusternik bewies er 1951, dass eine kompakte Riemannsche Mannigfaltigkeit mindestens eine geschlossene Geodätische Linie besitzt (1965 bewies er die Existenz von zwei verschiedenen geschlossenen Geodätischen Linien unter der Voraussetzung, dass alle geschlossenen Geodätischen Linien nicht entartet sind).

## Schriften
- mit Rumer: Die Theorie unitärer Symmetrie (Russisch), Moskau 1970
- mit Rumer: Gruppentheorie und Quantenfeldtheorie (Russisch), Moskau 1977
- Group Spin-(4) and the Periodic Table, Theoretical and Mathematical Physics, Band 9, 1971
- The Polish Revolution, 1985 (anonym in London und Paris veröffentlicht)
- Pythagoras und der Affe (Russisch), 1987
- Briefe aus Russland (1989–1991), (Russisch)
- Täuschungen des Kapitalismus (Russisch)
- Die fatale Täuschung des Professor Hayek 1996 (Russisch)
- Instinkt und Sozialverhalten, Nowosibirsk 2005, 2. Auflage 2008
- Group Theory of Chemical Elements. Structure and Properties of Elements and Compounds, De Gruyter 2016